# Hückeswagen
Hückeswagen is een stad en gemeente in de Duitse deelstaat Noordrijn-Westfalen, gelegen in de Oberbergischer Kreis. De gemeente telt 14.810 inwoners (31 december 2020) op een oppervlakte van 50,46 km².
De inwoners van Hückeswagen zeggen liefdevol: "Oh du mien leiw Heukeshowwen, wenn eck deck seih', mott eck deck lowwen!"

## Plaatsen in de gemeente Hückeswagen
| A | Altenhof - Altenholte - Aue |
| B | Berbeck - Bergerhof - Bochen - Bockhacken - Böckel - Braßhagen - Buchholz - Busche - Busenbach - Busenberg |
| D | Dierl - Dörpe - Dörpersteeg - Dörpfeld - Dörpfelderhöhe - Dreibäumen - Dürhagen |
| E | Eckenhausen - Elberhausen - Engelshagen - Erlensterz |
| F | Fockenhausen - Frohnhausen - Fürweg - Fuhr - Funkenhausen |
| G | Goldenbergshammer - Großberghausen - Großeichen - Großenscheidt - Großkatern - Grünenthal - Grünestraße |
| H | Hagelsiepen - Hambüchen - Hammerstein - Hangberg - Hartkopsbever - Heide - Heidt - Heinhausen - Herweg - Höhe - Höhsiepen - Hülsenbusch - Hummeltenberg                                                                                  |
| J | Junkernbusch |
| K | Käfernberg - Kaisersbusch - Kammerforsterhöhe - Karquelle - Karrenstein - Kirschsiepen - Kleinberghausen - Kleineichen - Kleinenscheidt - Kleinhöhfeld - Kleinkatern - Knefelsberg - Kobeshofen - Kormannshausen - Kotthausen - Kurzfeld |
| L | Linde |
| M | Maisdörpe - Marke - Mickenhagen - Mitberg - Mittelbeck - Mittelhombrechen - Mühlenberg |
| N | Niederbeck - Niederburghof - Niederdahlhausen - Niederdorp - Niederhagelsiepen - Neuenherweg - Neuenholte - Neuhückeswagen - Neukretze - Niederlangenberg                                                                                |
| O | Oberbeck - Oberburghof - Oberdorp - Oberhombrechen - Oberlangenberg - Odenholl - Odenholler Mühle |
| P | Pixberg - Pixberger Mühle - Pixwaag - Pleuse - Posthäuschen - Purd |
| R | Rautzenberg - Reinshagenbever - Röttgen |
| S | Scheideweg - Scheuer - Schmitzberg - Schneppenthal - Schückhausen - Siepersbever - Sohl - Stahlschmidtsbrücke - Steffenshagen - Steinberg - Steinberg - Stoote - Straßweg - Straßburg - Strucksfeld                                      |
| T | Tannenbaum |
| U | Ulemannssiepen |
| V | Vormwald - Voßhagen (Hückeswagen)\|Voßhagen |
| W | Warth - Wefelsen - Wegerhof - Westenbrücke - Westhofen - Westhoferhöhe - Wickesberg - Wiehagen - Winterhagen - Wüste |
| Z | Zipshausen |

## Geboren
- Heide Rosendahl (1947), atlete

## Afbeeldingen

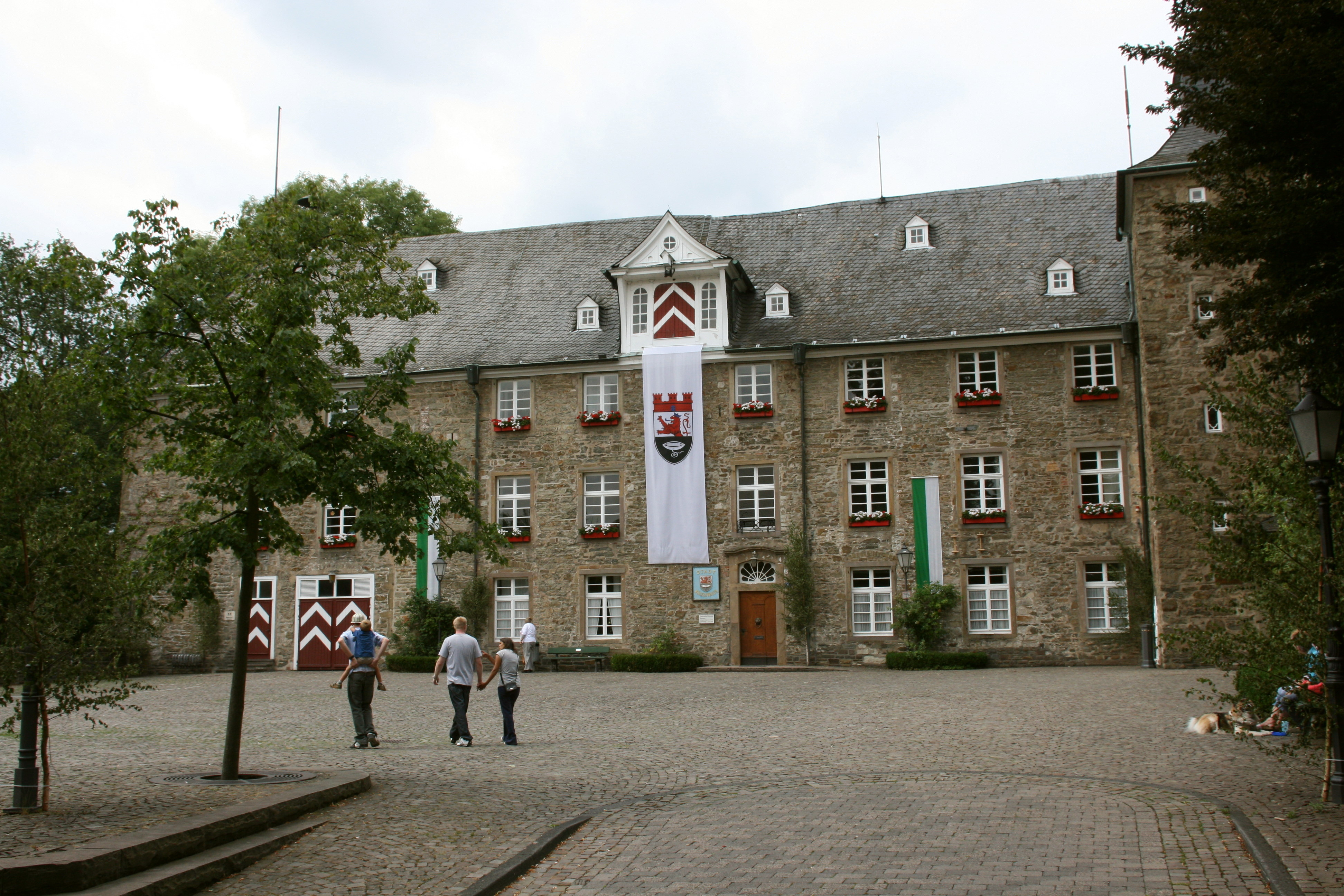
Gemeentehuis in Schloss Hückeswagen
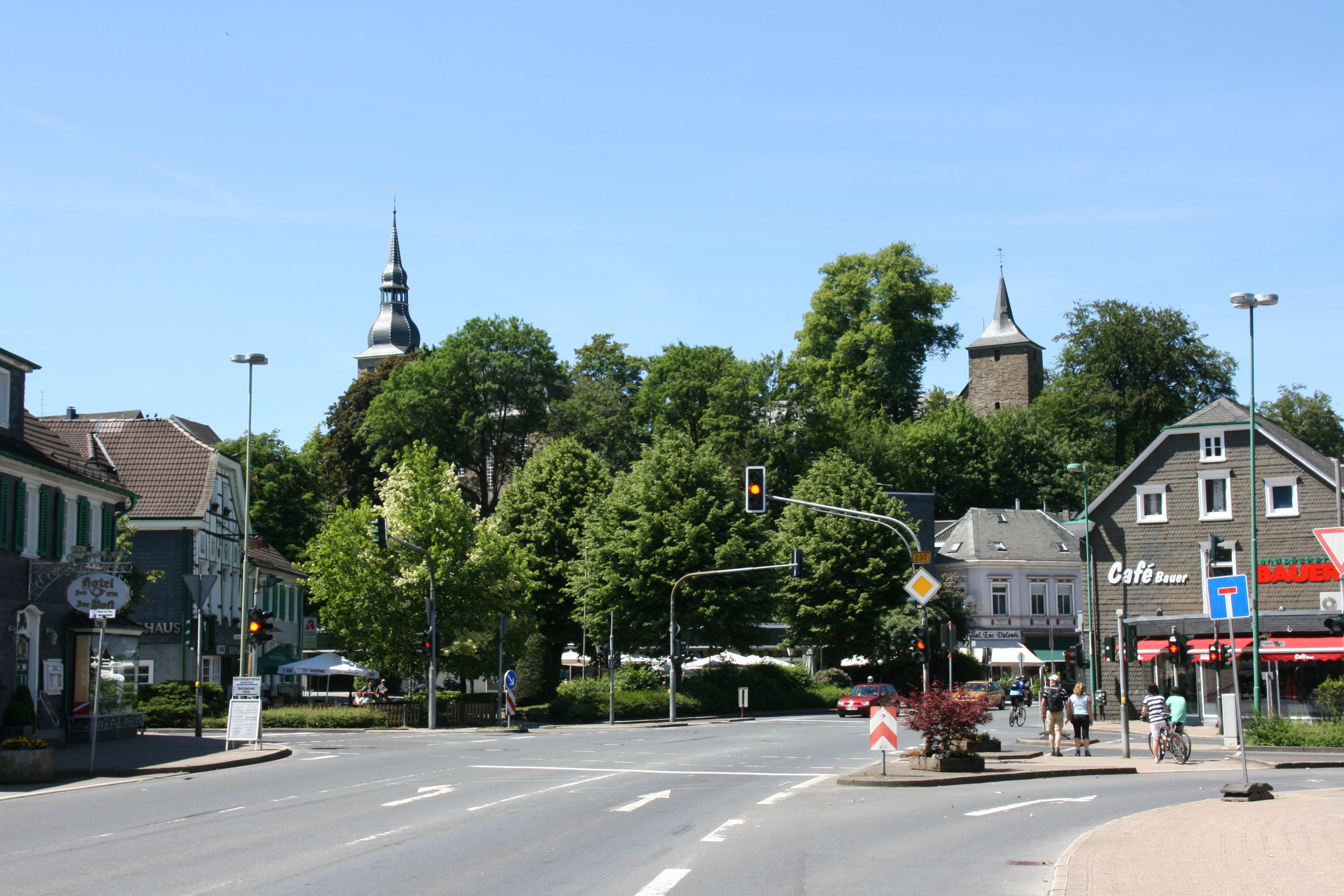
Centrum
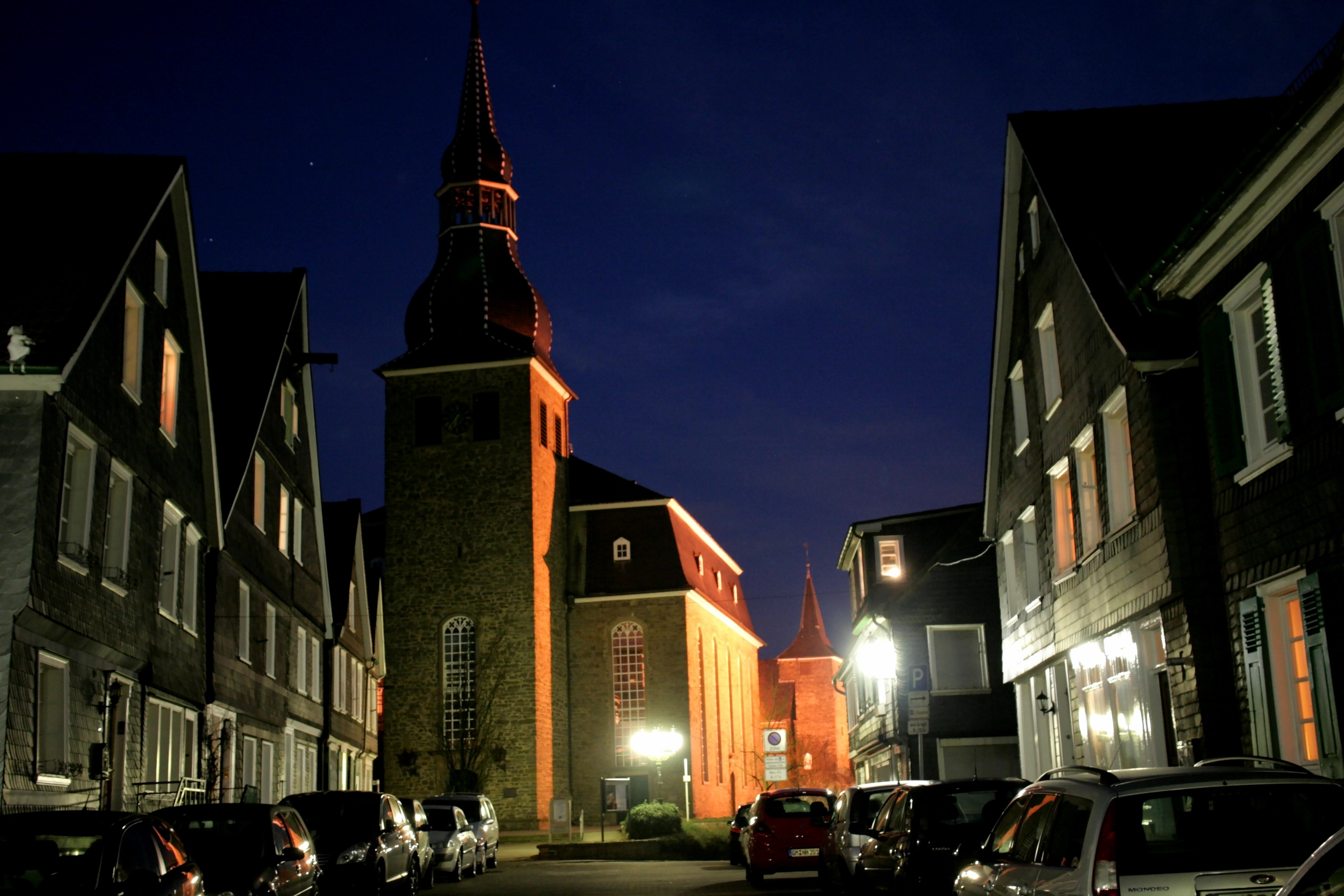
Marktstraße
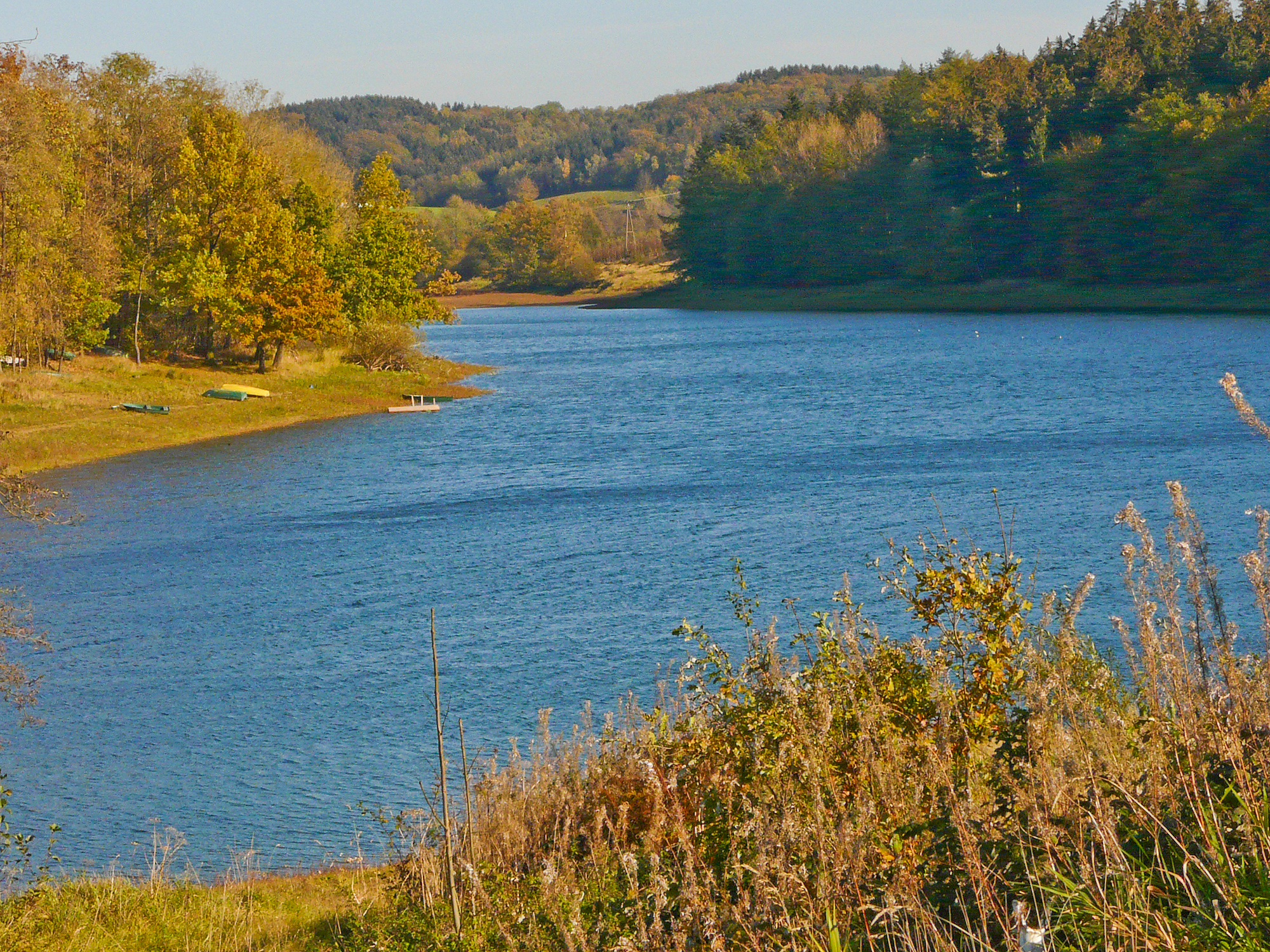
Wuppertalsperre

Bergneustadt · Engelskirchen · Gummersbach · Hückeswagen · Lindlar · Marienheide · Morsbach · Nümbrecht · Radevormwald · Reichshof · Waldbröl · Wiehl · Wipperfürth